# Arroyo del Gato
El Arroyo del Gato  es un curso de agua de la Provincia de Buenos Aires, Argentina, que  forma parte de la cuenca del Río Santiago, que a su vez es tributario del Río de la Plata. También se incluye en la cuenca del Río Santiago al canal Este, al canal Oeste, arroyo Zanjón (el cual desagua el arroyo del Gato), el arroyo Palo Blanco y otros cursos menores.
Por su ubicación, es considerado uno de los arroyos de la sección norte del Gran La Plata, junto con los arroyos Carnaval, Martín, Rodríguez y Don Carlos.

## Descripción
La cuenca del Arroyo del gato se caracteriza por un cauce levemente sinuoso, cuyas márgenes presenta un talud de fuerte pendiente y escasa altura; no superior a los dos metros. Cruza de oeste a este el partido de La Plata y Ensenada. Son 380 mil las personas que habitan en su cuenca, muchas en asentamientos precarios.

## Contaminación
Recibe residuos de municipios aledaños como Berisso, Ensenada, La Plata, Brandsen y Magdalena ingresando aproximadamente 27.700 toneladas por mes, equivalentes a 1.060 toneladas de residuos diarios, de los que se perciben sólidos domiciliarios e industriales asimilables a los domiciliarios.
Este curso de agua recibe vuelcos cloacales, efluentes industriales, lixiviados del CEAMSE y descargas pluviales de buena parte de la ciudad, motivo por el que no tiene vida porque el agua carece de oxígeno suficiente y evidencia contaminación con organismos coliformes, de origen fecal. También contiene alta concentración del anión nitrato disuelto en la superficie, así como elevada presencia de hidrocarburos y detergentes. Los asentamientos urbanos son en general del tipo villa de emergencia y es evidente el vínculo entre ellas y la presencia de residuos en el cauce además de quedar expuesta al un elevado riesgo de inundación, lo cual conlleva a una importante diversidad de conflictos ambientales.  Se considera un curso de agua con una contaminación superior al Riachuelo según informes.
En febrero de 2009 se colocó una barrera flotante, en dos secciones, a metros del puente de 7 y 514. Desde entonces se recogieron más de 600 toneladas de toda clase de desperdicios, merced a un convenio por el que el Ceamse aporta los dispositivos y la Comuna financia la mano de obra y la disposición final del material recolectado.

## Inundación en La Plata de 2013
La inundación de La Plata de 2013 afectó a Tolosa y zonas cercanas. Algunos especialistas indican que los residuos causaron un mayor daño al tamponar el arroyo y su escurrimiento causada por presencia de residuos en el cauce. al respecto se informó que la mayor parte de las conducciones funcionan a presión y, en muchos sectores, esto provoca que la energía de la corriente supere en cota al terreno natural, con la consecuente presencia de volúmenes de agua circulandopor las calles. Naturalmente, tal condición se ve agravada para tormentas de mayor magnitud.
Desde 2013 se comenzó un plan de infraestructura para prevenir inundaciones. En 2015  los representantes del gobierno provincial bonaerense supervisaron los trabajos de ensanchamiento de la margen izquierda del arroyo , después de prácticamente finalizar la margen opuesta en un 95%. El objetivo fue ensanchar la desembocadura del arroyo 15 metros de cada lado, 60 metros en total, y el doble de su ancho actual.